# En plads i skolen
En plads i skolen er en dokumentarfilm instrueret af Janne Giese efter eget manuskript.

## Handling
Siden 1981 har handicappede børn fra specialklasser på Grantofteskolen i Ballerup deltaget i undervisningen i almindelige klasser. Scener fra de to meget forskellige undervisningsformer forbindes med interviews med børnene. Deres vurdering af forsøget er positive: De fortæller, at de har lært nogen at kende, som de ellers ikke vil komme tæt på. I klassen er der megen hensyntagen og gode chancer for at få positive og selvbekræftende oplevelser. Men det er svært at beskrive, hvad "handicap" egentlig betyder.